# Estados Unidos en los Juegos Paralímpicos de Roma 1960
Estados Unidos estuvo representado en los Juegos Paralímpicos de Roma 1960 por un total de 25 deportistas, 24 hombres y una mujer.

## Medallistas
El equipo paralímpico estadounidense obtuvo las siguientes medallas:
| Nombre | Deporte                       | Evento                                     |
| --- | ----------------------------- | ------------------------------------------ |
| Oro |                               |                                            |
| Ron Stein | Atletismo                     | Maza C masculino                           |
| Ron Stein | Atletismo                     | Peso C masculino                           |
| Ron Stein | Atletismo                     | Pentatlón clase abierta masculino          |
| Phil Hall Robert Hawkes Bill Johnson Peter Krajewski Dick Maduro Jim Mathis Frank Vecera Alonzo Wilkins Gene Camp Percy Mabee Eugene Taylor | Baloncesto en silla de ruedas | Torneo clase A masculino                   |
| Wayne Broeren Bruce Karr Don Kennedy Paul Sones Ron Stein Saul Welger Peter Acca Randy Dagis Anderson McCullough                            | Baloncesto en silla de ruedas | Torneo clase B masculino                   |
| Wayne Broeren Jack Whitman | Dartchery                     | Dobles clase abierta mixto                 |
| Bob Hawkes | Natación                      | 50 m braza completa clase 3 masculino      |
| Bill Johnson | Natación                      | 50 m espalda completa clase 3 masculino    |
| Dick Maduro | Natación                      | 50 m espalda completa clase 4 masculino    |
| Jack Whitman | Tiro con arco                 | Ronda FITA clase abierta masculino         |
| Jack Whitman | Tiro con arco                 | Ronda Windsor clase abierta masculino      |
| Plata |                               |                                            |
| Jim Mathis John Tigyer | Dartchery                     | Dobles clase abierta mixto                 |
| Paul Sones | Natación                      | 50 m crol incompleto clase 4 masculino     |
| Paul Sones | Natación                      | 50 m espalda incompleta clase 4 masculino  |
| V. Ward | Natación                      | 25 m braza completa clase 2 masculino      |
| Bill Johnson | Natación                      | 50 m braza completa clase 3 masculino      |
| Dick Maduro | Natación                      | 50 m crol completo clase 4 masculino       |
| Bob Hawkes | Natación                      | 50 m espalda completa clase 3 masculino    |
| Bronce |                               |                                            |
| Saul Welger | Atletismo                     | Peso C masculino                           |
| V. Ward | Natación                      | 25 m crol completo clase 2 masculino       |
| V. Ward | Natación                      | 25 m espalda completa clase 2 masculino    |
| Paul Sones | Natación                      | 50 m braza incompleta clase 4 masculino    |
| Bob Hawkes | Natación                      | 50 m crol completo clase 3 masculino       |
| Philip Hall | Natación                      | 50 m crol completo clase 4 masculino       |
| Paul Sones | Tiro con arco                 | Ronda St. Nicholas clase abierta masculino |